# Leuckartiara jianyinensis
Leuckartiara jianyinensis is een hydroïdpoliep uit de familie Pandeidae. De poliep komt uit het geslacht Leuckartiara. Leuckartiara jianyinensis werd in 2004 voor het eerst wetenschappelijk beschreven door Xu & Huang. 